# Antonio María Claret
Antonio María Claret (em catalão: Antoni María Claret i Clará; Sallent, Catalunha, 23 de dezembro de 1807 – Abadia de Fontfroide, Narbona, 24 de outubro de 1870) foi um sacerdote católico espanhol, arcebispo de Cuba, fundador da ordem dos padres Claretianos, também conhecida como Congregação dos Filhos do Imaculado Coração de Maria (Cordis Mariae Filius - C.M.F.) em 1849.

## Vida
Chegou a ser um excelente trabalhador de tear, que aprendeu a usar na fábrica de seu pai e posteriormente em Barcelona. Um dia quando assistia à missa escutou as palavras do Evangelho: De que aproveita ao homem ganhar todo o mundo, se finalmente perde a sua alma?, o que lhe causou uma profunda impressão (Autobiografia, 68). Diante desta impressão busca conselho com o Padre Pablo Amigó da Congregação do Oratório de São Filipe Néri. A princípio queria ser cartuxo, mas por diferentes sinais decide não ingressar nesta ordem religiosa.
Ordenou-se sacerdote em 1835, em Solsona. Em 1850 foi sagrado Arcebispo de Cuba. Ali criou diversas instituições para apoiar o desenvolvimento humano, principalmente dos mais pobres. Contribuiu para o desenvolvimento agrícola da ilha, e fez da regeneração moral sua missão, combatendo o concubinato impondo praticas de segregação na procura de evitar casamentos interraciais, dessa forma uma das vitimas dessa política atentou contra o Arcebispo (ver: Stolcke, Verena (1992), Racismo y sexualidad en la Cuba colonial, Madrid, Alianza). Mesmo sendo questionado e gerado grandes inimigos, ele mesmo se refere na sua autobiografia de haver sentido um grande gozo ter tido a oportunidade de derramar o próprio sangue por praticar o que Cristo pregava (Autobiografia, 577).
Em Cuba visitou todas as cidades e vilas, crismou 100 mil pessoas e casou 9 mil casais.
De volta à Espanha, foi nomeado arcebispo de Trajanópolis ("in partibus infidelium") e confessor de Isabel II de Espanha. Defendeu a infalibilidade do papa no Concílio Vaticano I. Ao estalar a Revolução de setembro 1868 na Espanha refugia-se no mosteiro cisterciense de Fontfroide (França). Na sua tumba está escrito o seguinte epitáfio: "Amei a justiça, aborreci a iniquidade, por isso morro no desterro".
Com a rainha espanhola  esteve também em Lisboa, em dezembro de 1866. E aí, depois de pregar em várias igrejas da capital, foi agraciado pelo rei D. Luís I de Portugal com a Grã-Cruz da Ordem de Nossa Senhora da Conceição de Vila Viçosa.
Os seus restos mortais hoje são venerados na Igreja dos Missionários Claretianos em Vic, a primeira Casa da Congregação fundada por ele em 1849.

## Escritos
Antonio María Claret escreveu a narração da sua vida por ordem expressa  do Pe. José Xifré. Começou a escrevê-la nos finais de 1861 e a concluiu em 21 de maio de 1862. Está dividida em três partes, que abarcam desde o seu nascimento até maio de 1862. Posteriormente, escreveu uma "continuação" que abrange os anos de 1862 a 1865.
Foi beatificado em 1934 pelo Papa Pio XI e canonizado pelo Papa Pio XII, no dia 7 de maio de 1950. Sua festa é celebrada no dia 24 de outubro.